# 侠探杰克
是一部2012年美国动作惊悚片，改编自李·查德于2005年发表的小说《完美嫌犯》（One Shot）。编剧及导演均为克里斯托夫·迈考利，2011年10月开拍，2012年1月杀青，拍摄地为匹兹堡。北美和英国分别于2012年12月21日、12月26日上映，中國大陸於2013年2月16日上映。
續集《神隱任務：永不回頭》於2016年10月21日在美國上映。

## 剧情
美國賓夕法尼亞州匹茲堡市一個平靜的小鎮，一如往常的早晨，五個人照常過日子，卻慘遭隨機射殺。所有證據都指向一個人：槍法神準的殺手，他以前是軍中訓練有素的狙擊手。一名符合條件的嫌犯很快地遭到逮捕與拘提，但經過漫長的訊問之後警方卻問不出任何事。這名嫌犯只用手寫下了一個神祕的要求：「給我傑克·李奇」。誰是傑克？這問題令人費解。
大家甚至查不出，這位傑克是否還活著，但傑克竟然自己找上門了。原來傑克（湯姆·克魯斯飾）是一名前美國陸軍憲兵隊調查員，其作風神祕，習慣獨來獨往，而傑克認識這名嫌犯。隨機殺人案的新聞，促使了傑克現身向警方說明那位嫌犯的真面目。鑑於慘痛的經驗，傑克相信這一次，警方絕對可以把真正的殺手繩之以法。但傑克都還沒趕到，那位嫌犯就慘遭圍毆，陷入昏迷。
嫌犯的辯護律師海倫·羅丹（羅莎蒙·派克飾）對傑克有很多疑問：她的委託人和傑克是什麼關係？為什麼委託人要求見一個相信他有罪的人？儘管她很不安，仍然尊重委託人的要求，聘請傑克做她的首席探員。乍看之下，警方辦案效率很高，徹查犯罪現場，順利逮捕殺手，但傑克對完美罪證起了疑心。傑克凡事不靠人，加上觀察力敏銳，他發現別人所忽略的細微之處。調查愈深，愈覺得事情不單純。於是他開始追查真相，原來事實不如表面那樣，家人也可能是敵人。傑克文武雙全，什麼都逃不過他的眼睛。雖然他是個獨行俠，有他自己的原則，但內心終究有強烈的正義感。傑克發現他面對狡猾的敵人，這個意想不到的敵人嗜好暴力，還有見不得人的秘密，甚至不惜為了保守秘密而殺人。傑克必須善用權謀，才能料到並騙倒敵人，保護無辜的嫌犯，揪出真正的兇手。

## 角色
| 演員                 | 角色                                                     |
| 湯姆·克魯斯          | 傑克·李奇                                                |
| 羅莎蒙·派克          | 海倫·羅丹                                                |
| 理察·詹金斯          | 亞歷克斯·羅丹                                            |
| 韋納·荷索            | The Zec                                                  |
| 勞勃·杜瓦            | Cash                                                     |
| 大衛·歐洛沃          | Emerson 美國賓夕法尼亞州匹茲堡市警察局犯罪現場調查處警探 |
| 傑·寇特尼            | 查理                                                     |
| 邁克爾·雷蒙德-詹姆斯 | 林斯基                                                   |
| Alexia Fast          | Sandy                                                    |
| Josh Helman          | 傑布                                                     |
| 詹姆斯·馬丁·凱利     | Rob Farrior                                              |
| Nicole Forester      | Nancy Holt                                               |
| 約瑟夫·西科拉        | 詹姆斯·馬克·巴爾                                         |
| 弗拉基米爾·西佐夫    | 弗拉德                                                   |

## 發行

### 评价
烂番茄新鲜度为62%，Metacritic上得到50分。一般认为剧情比一般犯罪片品質要高一些，主演湯姆·克魯斯发挥的也不错。

### 票房
北美收获8千万，其他地区收获1.36亿，全球票房为2.16亿美元，这是主演湯姆·克魯斯在过去十年裡票房最低的一部。
| 上一届： 《少年PI的奇幻漂流》 | 2012年台北週末票房冠軍 第52周 2013年台北週末票房冠軍 第1周 | 下一届： 《少年PI的奇幻漂流》 |

## 續集
續集改由愛德華·茲維克執導，劇情改編自李·查德於2013年所撰寫的小說《永不回頭》。美國於2016年10月21日上映。

## 備註
1. 中國大陸前譯「游侠杰克」[3]。